# 阿斯基亚·穆罕默德一世

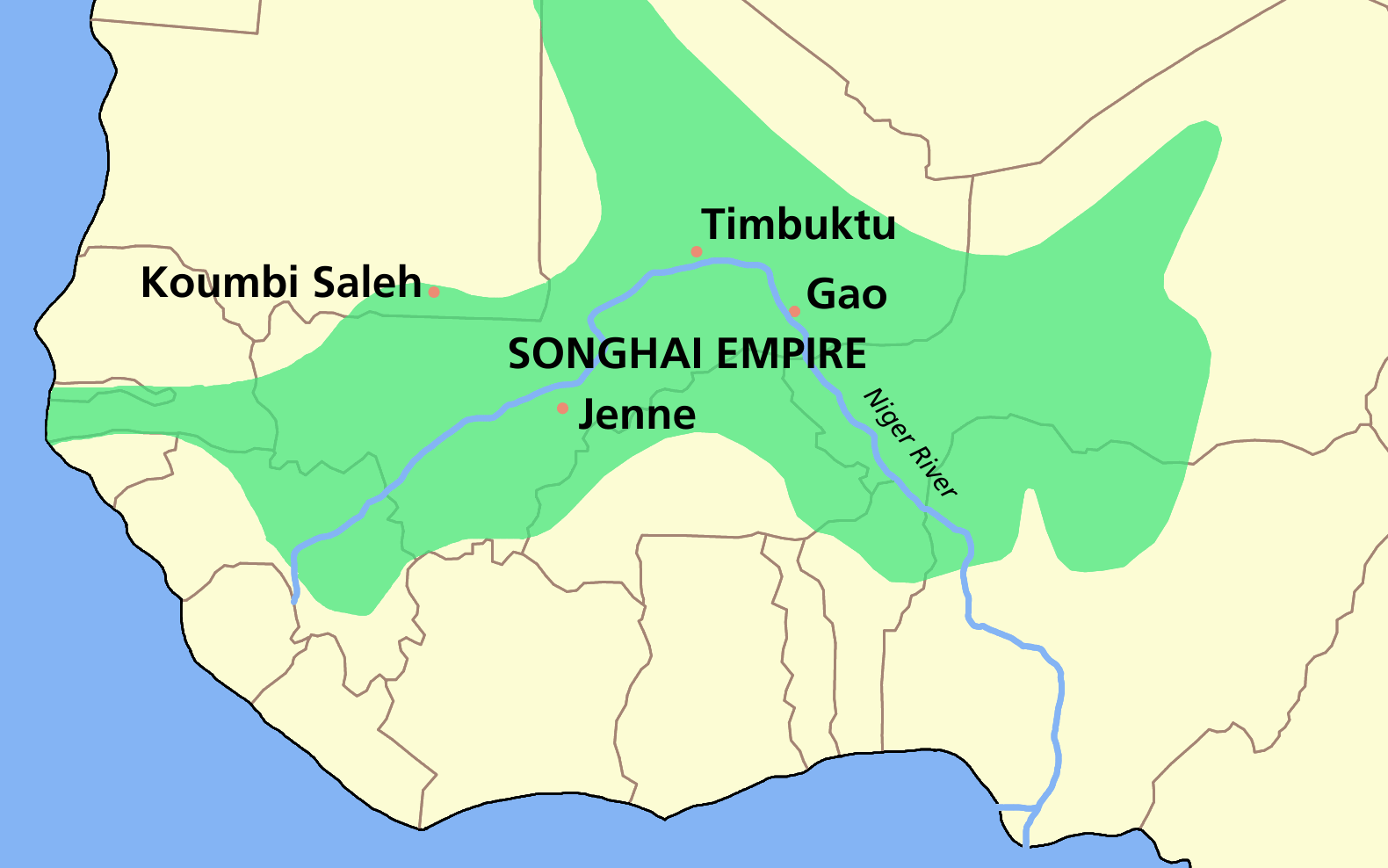
阿斯基亚·穆罕默德统治期间（1500年前后）桑海帝国大致疆域

阿斯基亚·穆罕默德一世（Askia Mohammad I，约1443－1538），原名穆罕默德·图雷（Mohamed Touré），简称阿斯基亚或阿斯基亚大帝，15世纪晚期桑海帝国皇帝（1493－1528）、军事将领、政治改革者。

## 生平
他出生于富塔托罗，其后成为桑海帝国的主要军事统帅之一。当时的桑海帝国仍在松尼王朝统治之下，杰出的皇帝松尼·阿里逝世后，子松尼·巴鲁即位，但他并非虔诚的穆斯林。松尼·阿里之甥、当时名为穆罕默德·图雷的阿斯基亚决定挑战松尼·巴鲁的统治，起兵挑起内战，并在1493年4月赢得胜利，取得皇位，开创阿斯基亚王朝的统治。
成为皇帝后，他率军进行了一系列的扩张活动，极大地扩展了桑海帝国的疆域，使之成为西非史上规模最大的帝国之一，国土北达今马里的塔加扎（Taghaza），南达今布基纳法索雅滕加省境内，东至艾尔高原，西达富塔贾隆地区，桑海帝国的势力史上首次延伸到了南方的豪萨城邦地带。他并不拘泥于伊斯兰教国家的传统行政模式，而是建立了高效的官僚管理制度，将国家划分为10大行省，派亲信治理。贸易方面，阿斯基亚建立起标准化的商贸规则、统一度量衡体系，并派官监督商路情况，此外还创制了基本的税收体系。桑海帝国在阿斯基亚统治期间扩大了同欧洲和亚洲人的通商规模。阿斯基亚晚年失明，1528年被其子穆萨废黜。
阿斯基亚大力兴办教育、赞助学术。桑海帝国的学术领域在他的统治时代迎来兴盛，阿斯基亚之侄穆罕默德·卡蒂是杰出的学者之一，著作丰富。由于其皇位系自松尼王朝篡夺而来，阿斯基亚因而与廷巴克图的伊斯兰学者来往密切，以此加强其正统性。廷巴克图的伊斯兰学术在此期间也随而进入黄金时期。这一时期的廷巴克图学者艾哈迈德·巴巴所著的关于伊斯兰教法的著作在今日仍具有实用意义；穆罕默德·卡蒂的《西非编年史》（Tarikh al-fattash）和阿卜杜勒-拉赫曼·萨迪的《非洲编年史》（Tarikh al-Sudan）是当今学者研究中世纪非洲历史重要的参考文献。

## 后世影响
阿斯基亚·穆罕默德一世的陵墓，阿斯基亚陵，已被联合国教科文组织列入世界遗产名录。

## 流行文化
在回合策略游戏《文明V》中，由阿斯基亚·穆罕默德一世领导桑海文明。